# Abdelkrim Ben Cheikh
Pour les articles homonymes, voir Ben Cheikh.
Abdelkrim Ben Cheikh (arabe : عبد الكريم بن الشيخ) est un joueur et entraîneur tunisien de football, président du Club athlétique bizertin entre 1955 et 1957.
Il évolue au poste de défenseur au sein du Club athlétique bizertin[réf. nécessaire] et au Club africain.

## Carrière
- 1929-1938 : Club africain (Tunisie)

## Palmarès
Club africain
- Championnat de Tunisie (1) : 
  - Champion : 1937 (promotion d'honneur)[3].